# Krivátsy-Szűts György
Krivátsy-Szűts György, névváltozat: Krivátsy Szűcs, 1920?-ig Krivátsy (Győr, 1892. március 20. – Budapest, 1975. június 6.) magyar festő.

## Életútja
Szűts Lajos fűszerkereskedő és Janeba Zsuzsanna (1867–1951) fiaként született. A budapesti Képzőművészeti Főiskolán tanult, ahol mesterei Benczúr Gyula, Zemplényi Tivadar és Ferenczy Károly voltak. Az 1910-es évek végén Fényes Adolf mellett dolgozott a szolnoki művésztelepen. 1921-ig a budapesti ciszterci valamint piarista gimnázium tanára volt. Fehér börtön című képét a Műcsarnokban állította ki, s megkapta érte a Horváth Károly-díjat, majd 1922-ben a főváros Ferenc József jubileumi díját. Az alkotás szerepelt 1922-ben a stockholmi gyűjteményes magyar kiállításon, itt gazdára is talált. 1923-ban ő készítette a Városmajori Jézus Szíve-plébániatemplom Ave Maria-oltárképét. 1924 és 1940 között a városmajori művésztelepen működő saját festőiskolájában oktatott. A Székesfővárosi Népművelési Bizottság tagjaként tartott művészettörténeti előadásokat. A festést betegsége miatt hagyta abba. 1927-től Képkultúra nevű intézményében műtárgy-terjesztéssel foglalkozott. 1940-ben Budapest belvárosában nyitotta meg a Műbarát kiállítótermet és egyben műkereskedést, itt körülbelül 200 művész számára rendezett összesen 62 kiállítást. 1944-ben a helyiség megsemmisült, ezt később már nem építette újjá, s visszavonult a művészeti élettől.
Az 1920-as évek első felében festett képei elsősorban családi valamint magántulajdonban vannak. A Magyar Nemzeti Galéria őrzi Ablaknál, Női akt és a Tiszapart című képeit.
Felesége Fischer Mária volt, Fischer Ágoston és Kubesch Mária lánya, akivel 1921. március 30-án Budapesten kötött házasságot.